# Altenbögge
Altenbögge ist der westliche Teil des Ortsteils Altenbögge-Bönen der westfälischen Gemeinde Bönen, Kreis Unna.

## Geographie

### Lage
Altenbögge liegt im Westen der Gemeinde Bönen. Es bildet mit dem Ort Bönen eine Siedlungseinheit und zugleich einen Ortsteil.

### Gliederung
Zu Altenbögge gehört auch die Siedlung Lütgenbögge.

### Nachbargemeinden
Altenbögge grenzte im Jahr 1950 im Uhrzeigersinn im Norden beginnend an die Gemeinden Nordbögge, Bönen, Bramey-Lenningsen, Heeren-Werve, Derne und Rottum. Alle diese Gemeinden gehörten zum Kreis Unna.

## Geschichte
Altenbögge gehörte bei der Errichtung der Ämter in der preußischen Provinz Westfalen zum Amt Pelkum im Kreis Hamm. Anlässlich der Auskreisung der Stadt Hamm am 1. April 1901 wurde aus dem Kreis der Landkreis Hamm. Nach einer Gebietserweiterung im Jahr 1929 wurde dieser im Oktober 1930 in Kreis Unna umbenannt.
Die Gemeinde Altenbögge hatte im Jahr 1849 insgesamt 215 Einwohner. Im Jahr 1910 waren es 3284 und im Jahr 1931 4139 Einwohner.
Am 1. April 1951 erfolgte als Konsequenz aus der zunehmenden Verzahnung der Siedlungsgebiete der kommunale Zusammenschluss von Bönen und Altenbögge zur Gemeinde Altenbögge-Bönen.
Im Rahmen der kommunalen Neuordnung wurden die Gemeinden Altenbögge-Bönen, Nordbögge, Westerbönen und Osterbönen (alle bislang dem Amt Pelkum zugehörig) sowie Bramey-Lenningsen und Flierich (beide Amt Rhynern) am 1. Januar 1968 zur neuen Gemeinde Bönen zusammengeschlossen.
Im Jahr 1987 hatte Altenbögge 8331 Einwohner.

## Verkehr
Die Landesstraße L 665 verbindet Altenbögge im Norden mit Nordbögge und Pelkum sowie im Süden mit Heeren-Werve, Königsborn und Unna. Die Landesstraße L 667 führt von Altenbögge aus in östlicher Richtung nach Freiske, Rhynern, Süddinker, Dorfwelver und Norddinker nach Uentrop.